# Marco Jakobs
Marco Jakobs (ur. 30 maja 1974 w Unna) – niemiecki bobsleista, mistrz olimpijski z Nagano.
Igrzyska w 1998 były jego jedyną olimpiadą. Startował w dwójkach i czwórkach, złoto wywalczył w czwórkach w załodze Christopha Langena. Z tym samym pilotem był w 2001 mistrzem świata w dwójkach. Był również lekkoatletą, specjalizował się w rzucie dyskiem. Jego rekord życiowy w tej konkurencji wynosi 64,96 m.